# Krążałkowate
Krążałkowate (Discidae) – rodzina lądowych ślimaków trzonkoocznych (Stylommatophora), wcześniej zaliczana w randze podrodziny Patulinae do Endodontidae. W literaturze polskojęzycznej częściej jest opisywana pod synonimiczną nazwą Patulidae.

## Występowanie
Rodzina obejmuje około 40 gatunków występujących na półkuli północnej, w tym 3 na obszarze Polski. 
W zapisie kopalnym Discidae występują od paleocenu. 

## Budowa
Charakteryzują się płaską muszlą w kształcie krążka lub nisko stożkowatą, z promienistymi żeberkami na powierzchni i z szerokim dołkiem osiowym.

## Systematyka
Rodzina obejmuje rodzaje:
- Anguispira
- Discus
- Himalodiscus
- Speleodiscoides

Rodzajem typowym rodziny jest Discus.

## Historia nazwy zwyczajowej i naukowej
Nazwa krążałkowate została, prawdopodobnie po raz pierwszy, opublikowana w literaturze polskojęzycznej w odniesieniu do rodziny Patulidae w monografii mięczaków ziem polskich pt. „Mięczaki (Mollusca)” spisanej przez Józefa Bąkowskiego (1848–1887), a po jego śmierci uzupełnionej przez Mariana Łomnickiego i wydanej w 1892 roku we Lwowie. Ponieważ Patulidae (z rodzajem typowym Patula Held, 1838) włączono w randze podrodziny Patulinae do rodziny Endodontidae sensu lato, nazwy krążałkowate zaczęto błędnie używać w odniesieniu do Endodontidae. W wyniku rewizji taksonomicznych podrodziny zaliczane do Endodontidae (w tym Patulinae) podniesiono ponownie do rangi rodzin. Nazwa rodzaju typowego Patula została uznana za synonim rodzaju Discus, a tym samym za poprawną nazwę rodziny, zgodnie z zasadami ICZN, przyjęto Discidae.